# Milton Glaser
Milton Glaser, född 26 juni 1929 i Bronx i New York, död 26 juni 2020 på Manhattan i New York, var en amerikansk grafisk designer mest känd för att ha utformat "I ♥ NY"-logotypen.
1968 grundade han tillsammans med Clay Felker tidskriften New York Magazine. Han utformade bland annat även en poster till musikalbumet Bob Dylan's Greatest Hits (1967) och logotypen för Brooklyn Brewery.